# 번암초등학교 동화분교
번암초등학교 동화분교는 대한민국 전북특별자치도 장수군에 있는 초등학교다.

## 학교 연혁
- 1935년 4월 2일 동화간이학교 설립
- 1943년 4월 1일 동화공립국민학교로 승격
- 1959년 12월 31일 지지분교 설립 인가
- 1995년 3월 1일 번암초등학교 동화분교로 개칭
- 2016년 3월 1일 제41대 홍해숙 부임